# アカディ (アルバム)
『アカディ』（Acadie）は、カナダ出身の音楽プロデューサー、ダニエル・ラノワが1989年に発表した、ソロ名義では初のスタジオ・アルバム。ラノワ自身がプロデュースし、ボーカル、ギター、ベース、オムニコードを担当して、更にレコーディング・エンジニアのマルコム・バーン及びマーク・ハワードと共同でミキシングも行った。歌詞は英語とフランス語の両方が使用されている。

## 背景
アルバム・タイトルは、18世紀に現在のルイジアナ州へ逃亡するフランス系の人々の植民地だった地域アカディに由来している。ラノワがルイジアナ州ニューオーリンズへ移住したばかりの頃に制作され、ラノワ自身はMusicRadarの企画において、同時期にプロデュースしたネヴィル・ブラザーズの『イエロー・ムーン』、ボブ・ディランの『オー・マーシー』と合わせて「三部作のようなもの」と語っている。レコーディングは主にニューオーリンズで行われたが、ブライアン・イーノのパートはイギリスで録音され、エド・ロスやビル・ディロンのパートはカナダのグラント・アヴェニュー・スタジオで録音された。また、「静かな水」と「ジョリー・ルイーズ」のリズム・セクションは、U2のアダム・クレイトンとラリー・マレン・ジュニアによってダブリンで録音された。
「創造主」のドラム・パートはウィリー・グリーンにより、ネヴィル・ブラザーズの曲「ヴードゥ」（アルバム『イエロー・ムーン』に収録）のために録音されたが、未使用となった演奏を流用した。この曲にはネヴィル・ブラザーズのメンバー3人が参加し、アーロン・ネヴィルは「アメイジング・グレイス」でもラノワと共にボーカルを担当した。
「創造主」は、ラノワがプロデュースや演奏で参加したウィリー・ネルソンのアルバム『ティアトロ』（1998年）においてカヴァーされている。
オリジナル盤は12曲入りだが、2008年にラノワ自身のレーベル「レッド・フロア・レコード」から発売された「ゴールドトップ・エディション」にはデモ音源や別ヴァージョンがボーナス・トラックとして追加された。

## 反響・評価
母国カナダでは1989年10月16日付のRPMアルバム・チャートで初登場89位となり、同年12月2日付のチャートで60位を記録。スイスでは1990年2月4日付のアルバム・チャートで初登場26位となり、7週チャート入りして最高16位というヒットを記録した。
リリースの翌年の1990年には、ラノワがジュノー賞の最優秀男性新人賞を受賞した。
Bob Gottliebはオールミュージックにおいて5点満点中4点を付け「ニューオーリンズのリズム、ロック、ニュー・エイジの神秘主義、それにフォークの融合」と評している。

## 収録曲
特記なき楽曲はダニエル・ラノワ作。
1. 静かな水 "Still Water" – 4:28
2. 創造主 "The Maker" – 4:13
3. オ・マリー "O Marie" – 3:13
4. ジョリー・ルイーズ ""Jolie Louise" – 2:41
5. 漁夫の娘 "Fisherman's Daughter" – 2:45
6. ホワイト・ムスタングII "White Mustang II" (Daniel Lanois, Brian Eno) – 2:54
7. 嵐の空の下 "Under a Stormy Sky" – 2:19
8. ホークウィンド・キルズ "Where the Hawkwind Kills" – 3:50
9. シリウムの丘 "Silium's Hill" – 3:00
10. アイス "Ice" – 4:24
11. 聖アンの黄金 "St. Ann's Gold" (D. Lanois, Malcolm Burn) – 3:29
12. アメイジング・グレイス "Amazing Grace" (Traditional) – 3:47

### 「ゴールドトップ・エディション」ボーナス・トラック
1. "The Maker (Early Bass and Lyrics)" – 4:38
2. "The Maker (Calypso Demo)" – 4:23
3. "Still Water (From Eno's House)" – 4:33
4. "Jolie Louise (Before Dublin)" – 2:38
5. "Early Dourado Sketch" – 2:51
6. "The Source of Fisherman's Daughter" – 4:28

## 他メディアでの使用例
ラノワは後年、自身がサウンドトラックを手掛けた映画で本作からの曲も使用している。『カミーラ/あなたといた夏』（1994年公開）では「ジョリー・ルイーズ」が、『スリング・ブレイド』（1996年公開）では「創造主」が使用された。

## 参加ミュージシャン
- ダニエル・ラノワ - ボーカル、ギター、ベース、オムニコード、プロデュース、ミキシング
- マルコム・バーン - キーボード、ギター、トリートメント、バックグラウンド・ボーカル
- ブライアン・イーノ - キーボード、ボーカル
- メイソン・ラフナー - ギター
- ビル・ディロン - ギター
- ピエール・マーチャンド - キーボード
- ロジャー・イーノ - ピアノ
- トニー・ホール - ベース
- アダム・クレイトン - ベース
- ウィリー・グリーン - ドラムス
- ラリー・マレン・ジュニア - ドラムス
- アーロン・ネヴィル - ボーカル
- アート・ネヴィル - ピアノ
- シリル・ネヴィル - パーカッション
- エド・ロス - アコーディオン
- ジェイムズ・メイ - トランペット